# Centre canadien d'architecture
Pour les articles homonymes, voir CCA.
Le Centre canadien d'architecture (CCA) est un centre de recherche et un musée consacré à l'architecture, situé dans le village Shaughnessy à Montréal, au Québec. Fondé en 1979 par Phyllis Lambert (membre de la célèbre famille Bronfman), sa mission consiste à sensibiliser le public au rôle de l’architecture dans la société, à promouvoir la recherche de haut niveau dans ce domaine et à favoriser l’innovation dans la pratique du design et de l'architecture.

## Description

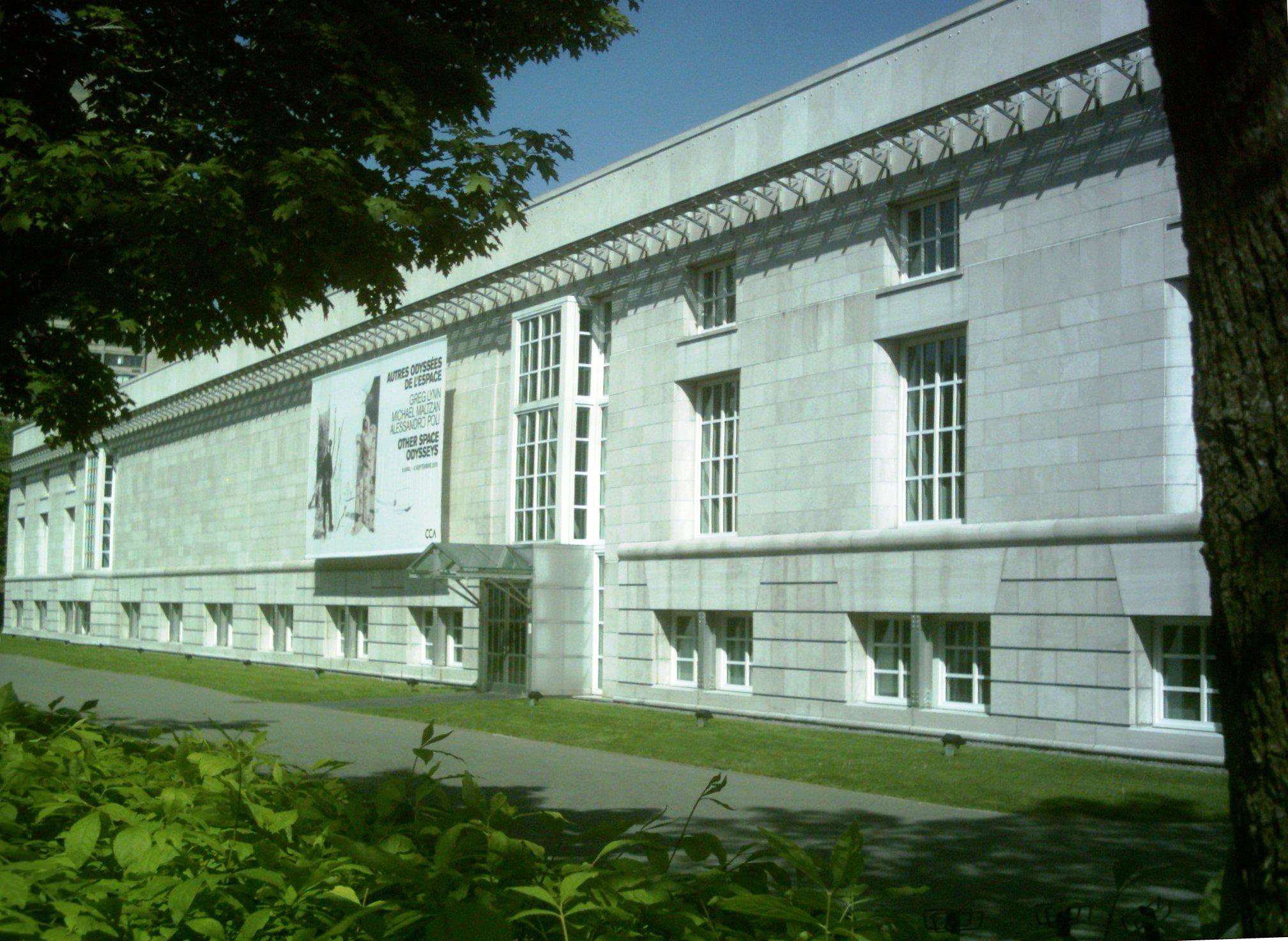
Centre canadien d'architecture, vu de la rue Baile

Le Centre canadien d'architecture dispose entre autres d'une très riche bibliothèque et de prestigieuses archives, ce qui en fait l'une des institutions les plus riches du genre en Amérique du Nord.
Le Centre canadien d'architecture présente de nombreuses expositions durant toute l'année et inclut une librairie ainsi qu'un centre d'études à la disposition du grand public. Il propose également des programmes éducatifs et des activités culturelles.
Bien qu'il offre une façade du côté nord du boulevard René-Lévesque, son entrée est derrière, au 1920 rue Baile, petite rue dans l'ouest du centre-ville, à l'est de l'avenue Atwater, entre la rue du Fort et la rue Saint-Marc.
Le Centre canadien d'architecture possède également un jardin d'architecture, côté sud du boulevard René-Lévesque. Conçu par l'architecte Melvin Charney, cet ensemble de sculptures présente des éléments d'une architecture déconstruite réassemblée de façon inusitée.

## Le bâtiment

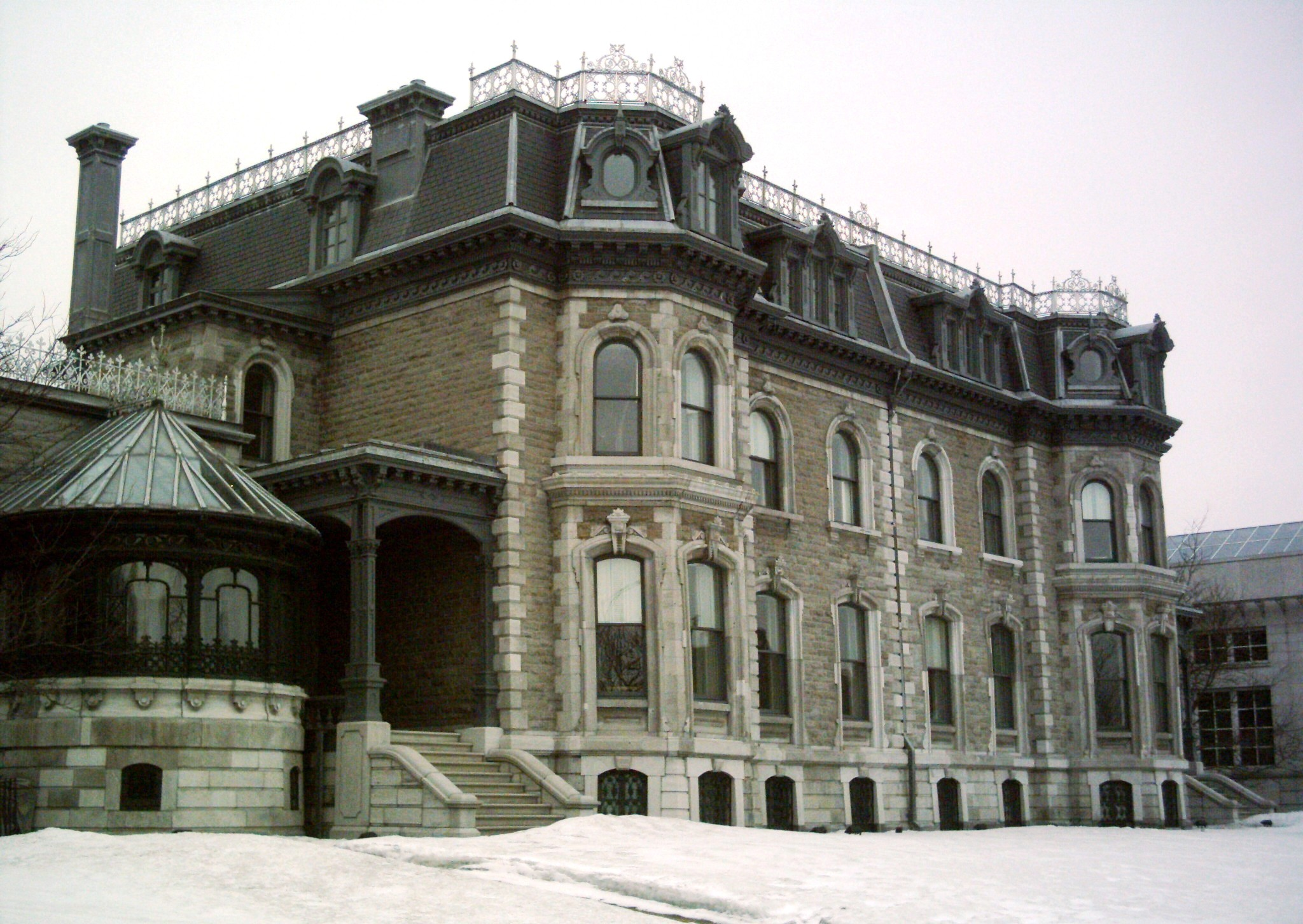
La maison Shaughnessy est au cœur du Centre canadien d'architecture

Le bâtiment actuel, conçu par Peter Rose (en) en collaboration avec Phyllis Lambert et Erol Argun, construit en 1989, intègre en l'entourant, tel un écrin, la maison Shaughnessy (Thomas Shaughnessy). La maison Shaughnessy, construite en 1874 d’après les plans de William T. Thomas, est classée monument historique.
D’une superficie d’environ 12 000 mètres carrés répartis sur quatre étages, dont deux en sous-sol protègent les collections, le bâtiment du Centre canadien d'architecture – qui abrite les salles d’exposition, le théâtre Paul-Desmarais et la Librairie du Centre canadien d'architecture, la bibliothèque, le Centre d’étude dans l’aile Alcan, ainsi que des laboratoires de restauration et des réserves à la fine pointe et les bureaux de la conservation – a remporté de nombreux prix de design en Amérique du Nord et en Europe. Des travaux de conservation et de restauration de la maison Shaughnessy, d’une superficie originale de plus de 1 800 mètres carrés, ont été effectués sous la direction de Denis Saint-Louis. Avec son jardin d’hiver Devencore et ses salles de réception, la maison Shaughnessy est l’une des rares résidences montréalaises du XIXe siècle accessibles aux visiteurs.
De par ses dimensions, sa localisation et l’utilisation de matériaux traditionnels et modernes, tels que le calcaire gris de Montréal juxtaposé aux structures d’aluminium, le bâtiment du Centre canadien d'architecture marie architecture présente et passée. Ses paysages, y compris le jardin du CCA qui fait face au bâtiment du côté sud du boulevard René-Lévesque, sont dessinés selon l’écologie de chaque emplacement. La façade nord, où se trouve l'entrée, donne sur le parc Baile aménagé par les architectes paysagers Gerrard and Mackars.
La maison Shaughnessy, intégrée parfaitement bien au Centre canadien d'architecture est désignée comme un lieu historique national du Canada en 1973 et a été classé Monument historique le 6 février 1974,.

## Esplanade Ernest-Cormier
Au sud du boulevard René-Lévesque,  se trouve l’esplanade honorant Ernest Cormier dans laquelle se situe le parc de sculptures du Centre canadien d'architecture. Œuvre du sculpteur Melvin Charney, il s'agit d'un ensemble d'objets qui déconstruit l'architecture et l'offre à voir autrement. Vis-à-vis la maison Shaughnessy, une reproduction de la base de sa façade, grandeur nature. La végétation se mêle à des sections de murs ouverts derrière. Puis des montages d'éléments architecturaux et mobiliers sont disposés sur des socles…
Sa situation dans la ville est particulière : parc dans une zone de trafic intense, au-dessus d'une forte dénivellation de terrain.
Il se divise en quatre parties :
- Le verger pour rappeler les pommiers du site au début du XIXe siècle.
- L'arcade, sorte de reconstruction de la maison Shaughnessy qui lui fait face.
- Le pré évoque le paysage du domaine des Sulpiciens au XVIIe et XVIIIe siècles.
- L'esplanade, constituée de dix colonnes-sculptures, sorte de condensé de l'histoire de l'architecture à Montréal.

|  |  |

## Les collections
Les collections du Centre canadien d'architecture sont constituées de livres, de dessins et d'estampes, ainsi que d'un important fonds d'archives de plus de 250 000 documents et de 47 000 photographies. Elles sont consacrées à l'art de l'architecture au sens large. Elles sont accessibles aux chercheurs.
La collection des dessins et des estampes comprend plus de vingt mille pièces, créées entre le XVe siècle et aujourd'hui. On y retrouve des plans, des représentations, des croquis, des vues de villes, de jardins et de propriétés.

### Les archives
Depuis l'ouverture du CCA, le musée a fait l'acquisition de plusieurs fonds d'archives québécois, canadiens et internationaux. Ces fonds permettent aux chercheurs de naviguer à travers les différents projets et travaux architecturaux afin d'avoir un aperçu de la matérialisation et de la genèse des différents concepts. À partir de 2012, lors de la série d'expositions intitulée Archéologie du numérique, le CCA s'est vu confronté à une nouvelle réalité, la gestion des documents nés numériques dans les différents fonds d'archives récemment acquis. Dès lors, le CCA a pris la décision d'investir activement dans la préservation numérique en se dotant d'un laboratoire numérique, d'une équipe de spécialistes en matière d'archives numériques et de s'impliquer au sein de différentes communautés de pratique autant québécoises qu'internationales.

## La bibliothèque
Riche de plus de centre trente mille ouvrages, la bibliothèque est une importante source de documents sur l'architecture à la disposition de chercheurs et d'étudiants. Outre des ouvrages anciens remontant jusqu'au XVe siècle, elle offre également 700 périodiques courants tout en assurant leur conservation, comme les revues européennes d'architecture des années 1920.

## La librarie
La librairie permet de se procurer des ouvrages actuels sur l'architecture et ses domaines connexes. Ceci inclut toutes les publications du CCA en format imprimé et électronique. La librairie est accessible à tous durant ses heures d'ouverture, du mercredi au dimanche, de 11h00 à 18h00, et le jeudi elle reste ouverte jusqu'à 21h00. Elle est également accessible en ligne en tout temps sur sa plateforme de vente.